# Tibor Balog (calciatore 1966)
Tibor Balog (Kakucs, 1º marzo 1966) è un allenatore di calcio ed ex calciatore ungherese, di ruolo centrocampista.

## Carriera

### Club
Divide la sua carriera tra Ungheria, Belgio e Israele, totalizzando 375 presenze e 83 gol nei vari campionati. Chiude la carriera tra i dilettanti in Belgio.

### Nazionale
Il 15 novembre 1988 esordisce in nazionale contro la Grecia (2-0). Scende in campo con la maglia dell'Ungheria in altre 36 occasioni tra il 1988 e il 1997.